# 애니콜 슬림폴더 HSDPA
애니콜 고아라폰은 삼성전자가 2007년 5월에 출시한 휴대 전화로, 모델명은 SCH-W270(SKT)이 5월 26일에 출시했고, SPH-W2700(KT)은 7월 1일에 출시했었다.

## 세부 모델
| 모델명    | 통신사   | 통신 방식 |
| --------- | -------- | --------- |
| SCH-W270  | SK텔레콤 | HSDPA     |
| SPH-W2700 | KT       | HSDPA     |